# Клеопа Стронґіліс
Клеопа Стронґіліс (грец. Μητροπολίτης Κλεόπας, в миру Панайотіс Стронґіліс, грец. Παναγιώτης Στρογγύλης; нар. 20 серпня 1966, Афіни, Греція) — єпископ Константинопольської православної церкви; митрополит Шведський та Скандинавський (з 2014); доктор богослов'я, прихильник активного екуменізму.

## Життєпис
Народився 20 серпня 1966 року в передмісті Афін Неа-Смірні, в Греції.
Після отримання початкової освіти, в 1984 році закінчив Ризарійську богословську школу в Афінах, а в 1988 році — богословський інститут Афінського університету, після закінчення якої прослухав дворічний курс з канонічного права в Афінському університеті. У 1989 році був висвячений у сан диякона. У 1992 році отримав ступінь магістра мистецтв в Даремському університеті і в серпні митрополитом Фесалійським Клеопою був висвячений у сан пресвітера і зведений у архімандрити.
Приїхавши до США, навчався у семінарії Святого Креста, де отримав ступінь магістра богослов'я. Прослухавши курс лекцій у Бостонському університеті та Гарвардській школі богослов'я, у 1994 році захистив докторську дисертацію у Салонікийському університеті.
З серпня 2004 року проходив священниче служіння у Свято-Троїцькому приході в Ловеллі, а з 1 березня 2009 року настоятелем Благовіщенського кафедрального собору в Бостоні, в юрисдикції Американської архієпископії Константинопольського патріархату. Був директором департаменту освіти Бостонської митрополії. Відомий своїми дослідженнями життя та духовної спадщини святого Нектарія Егінського.
5 травня 2014 року рішенням Священного синоду обраний митрополитом Шведським та Скандинавським.
21 травня 2014 року в Георгіївському соборі в Стамбулі відбулося його єпископська хіротонія, яку звершили: Патріарх Константинопольський Варфоломій, Архієпископ Американський Димитрій Тракателіс, Митрополит Замбійський і Малавійський Йоаким Кондовас (Олександрійський Патріархат), митрополит Кідонійський Афінагор Хрисаніс і архієпископ Іопійський Дамаскін Гаганьярас (Єрусалимський Патріархат), митрополит Феодоропольський Герман Яннакіс Афанасіядіс, митрополит Калліопольський і Мадітський Стефан Дінідіс, єпископ Сінадський Діонісій Сакатіс і єпископ Мокіський Димитрій Кандзавелос.
14 червня в Стокгольмі в кафедральному соборі Святого Георгія відбулася його інтронізація в присутності архієпископа Карельського Лева Макконена, митрополита Талліннського Стефана Хараламбідіса, митрополита Бельгійського Афінагора Пекстадта.
29 вересня 2015 року відбулася офіційна зустріч митрополита з королем Швеції Карлом XVI Густавом.
Крім рідної грецької мови, вільно володіє англійською, івритом, а також частково латиною, французькою та італійською мовами.